# 마그네타

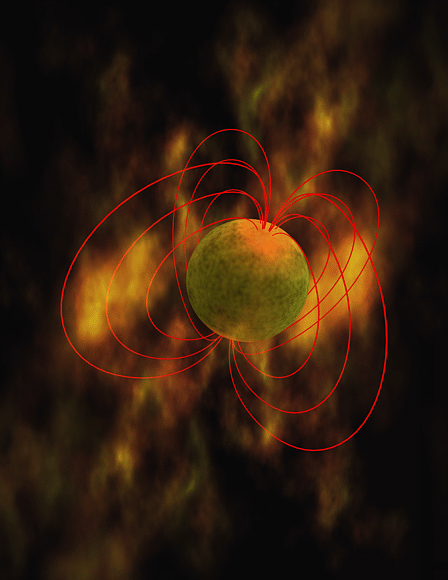
마그네타의 상상도 (붉은선은 자기장선)

마그네타(영어: magnetar)는 매우 강력한 자기장을 가지고 있는 중성자성의 유형이다. 자기장의 붕괴는 고에너지 전자기파, 특히 X-선과 감마선을 방출한다.
마그네타에 관한 이론은 1992년, 로버트 덩컨과 크리스토퍼 톰슨에 의해 제기됐지만, 1979년 3월 5일 발견된 마그네타에서 일어난 감마선 폭발이 처음으로 기록됐다.
이후 10년 동안, 마그네타 가설은 '연감마선 연속 방출원(SGRs)'과 '불규칙 X선 펄사(AXPs)'라는 설명으로 널리 받아들여졌다.
최근 이론의 진전은 마그네타에서 팽창하는 초신성 잔해까지의 에너지 쇠퇴(deposition)가 아마 적게 관측된 매우 밝은 초신성의 경우를 설명할 수 있을 것임을 시사한다. 전통적으로 그러한 밝은 사건은 매우 거대한 별이 쌍불안정 초신성(또는 맥동 쌍불안정 초신성)이 될 때 일어난 것이라고 여겨지고 있다. 그러나, 2010년 UC 버클리, 산타 크루즈, 산타 바바라에서 발표된 두 논문은 SN 2005ap나 SN 2008es처럼 현재까지 관측했던 가장 밝은 사건 일부를 설명하기 위해 준분석적이고 수적인 모형을 제공했다. 벨파스트 퀸즈 대학교의 퀸즈 수리 물리 스쿨에 있는 천체물리학 연구 센터의 매트 니콜에 의해 주도된, 새롭게 발견된 밝고 일시적인 PTF 12dam을 동일한 메커니즘을 통해 설명하는 연구의 결과가 2013년 10월 17일 네이처지에 발표되었다.

## 개요
다른 중성자성들과 같이, 마그네타는 직경이 약 20 km(10 마일) 정도고, 질량은 태양보다 크다. 마그네타의 내부의 밀도는 골무 크기에 1억 톤이 넘는 물질이 들어있을 정도다. 마그네타는 다른 중성자성과 강력한 자기장을 가지고 있고, 회전이 느려지고 있는지에 따라 구별된다. 그리고 대부분의 마그네타는 일반적인 중성자성의 회전이 1초보다 짧은데 비해 10초에 정확히 한 번 회전한다.
이 자기장은 매우 강력한 특유의 X-선과 감마선의 폭발을 일으킨다. 마그네타의 활동 수명은 짧다. 마그네타의 강력한 자기장은 약 10,000년 정도 지속되다 붕괴하는데, 그 후 활동과 강한 X선 방출이 중단된다. 지금까지 관측된 마그네타의 개수를 통해 우리 은하에 있는 비활동적인 마그네타의 수를 3,000만개 이상으로 추정하기도 한다.
마그네타의 표면에서 발생하는 성진(Starquake)은 자기장을 불안정하게 만들고, 종종 매우 강력한 감마선 방출로 이어진다. 1979년, 1998년, 2004년 기록된 것이 그러한 예다.

### 자기장
마그네타는 10기가테슬라(1010T)만큼의 매우 강한 자기장을 가지고 있다. 이는 인간이 만든 자기장보다 10만 배 강한 것이며,
지구를 둘러싸고 있는 자기장보다 1,000만 배 강하다. 2010년 기준으로, 마그네타는 우주에서 발견된 천체 중에서 자기장이 가장 강한 천체이다.
10기가테슬라(1010T)의 자기장은 지구에서 접하는 자기장에 비하여 매우 크다. 지구는 30 ~ 60마이크로테슬라의 지자기장을 가지고 있으며, 네오디뮴 자석은 대략 1테슬라의 자기장과 4.0×105J/m3의 자기 에너지 밀도를 가지고 있다. 10기가테슬라의 자기장을 봤을 때, 4.0×1025J/m3의 에너지 밀도는 E/c2에 의하여 납보다 10,000배 높은 수치다. 마그네타의 자기장은 1,000 km의 거리에서 조차도 치명적이며, 물의 반자성 때문에 조직을 찢는다. 지구와 달 사이의 절반에 해당하는 거리에 마그네타가 있다면 지구 상의 모든 신용카드 정보를 제거할 수 있다.
사이언티픽 아메리칸 2003년 2월호의 커버 스토리에 소개됐다시피, 놀랄만한 현상이 마그네타의 자기장에서 일어난다. “X선 입자는 쉽게 2개로 분열하고 서로 합쳐지기도 한다. 진공에서는 극성을 띠며, 강한 복굴절 현상이 일어난다. 원자는 전자의 양자 상대론적 파장보다 긴 원통형으로 변형된다.” 대략 105 테슬라의 장에서의 원자 오비탈은 막대기 형태로 변형되며, 1010 테슬라의 장에서는 수소 원자의 축의 반지름이 보통 때보다 200배 줄어든다.

#### 자기장의 근원
대부분의 익숙한 자기 현상들은 전자기와 관련 있지만, 자성의 두 번째 원인은 아원자 입자의 스핀 자기모멘트 때문이다. 스핀 자기모멘트는 마그네타의 자기장의 원인이 되며, 또한 NMR, MRI에도 이용된다.

### 형성

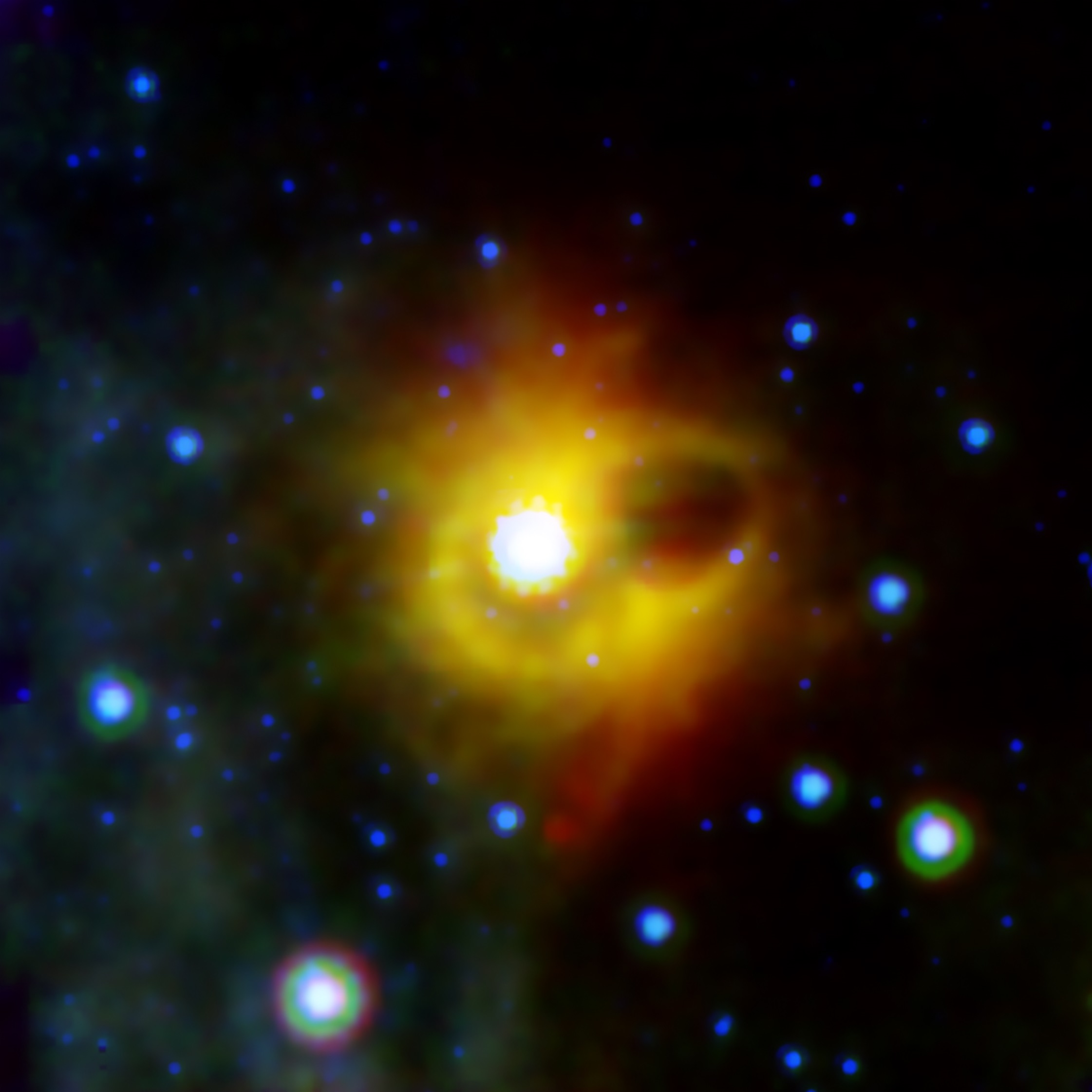
이 사진은 직경이 7광년인 마그네타 주위의 가스 원반을 적외선으로 찍은 사진이며, 마그네타 SGR 1900+14는 사진 정중앙에 위치해있다. 마그네타는 이 파장으로는 볼 수 없지만, X선으로는 가능하다.

초신성이 중성자별로 붕괴할 때, 그 자기장은 급격히 증가한다. 별의 반경이 반으로 줄면서 자기장은 4배로 증가한다. 덩컨과 톰슨은 다이너모 이론을 통하여 한 중성자별의 자기장이 108테슬라임을 계산했는데, 그 수치가 점점 증가하여 1011테슬라 이상이 되었다. 이는 마그네타였다.
초신성은 폭발할 때 질량의 10%를 잃는다. 거대한 별(태양질량의 10 ~ 30배)이 곧바로 블랙홀로 붕괴하지 않기 위해, 많은 질량(전체질량의 80%)을 버린다. 이는 표준 중성자별이나 펄사보다 더 많은 초신성 폭발의 10개중 1개가 마그네타가 된다는 것을 말해준다.

## 역사

### 1979년의 발견
1979년 3월 5일, EST 시각으로 10:51분경, 두 우주선은 태양계로부터의 감마선 방출을 맞았는데, 두 우주선에서 보통 초당 100회에서 200,000회 이상으로 관측됐다.
이 감마선 폭발은 빠르게 퍼져나갔고, 11초 후, 나사(NASA)의 탐사선인 헬리오스 2호가 그 폭발의 영향을 받았다. 곧 금성을 강타했고, 파이오니어 호의 탐지기가 폭발의 영향으로 통제를 잃었다. 몇 초 후, 복사파를 지구에서 받았고, 파장이 태양계를 벗어나기도 전에, ICE를 때렸다. 이 극도로 강한 감마선 폭발 방출 현상은 지금까지 관측된 태양계 외의 폭발보다 100배 이상 강한 폭발이었다. 감마선은 광속으로 이동하기 때문에, 지구 상에서 뿐만아니라, 조금 떨어진 우주선에서도 펄스를 기록했는데, 2각초의 오차로 계산됐다..
별의 잔해와 일치하는 곳에는 B.C. 3000년 경 초신성이 존재했다.

## 알려진 마그네타

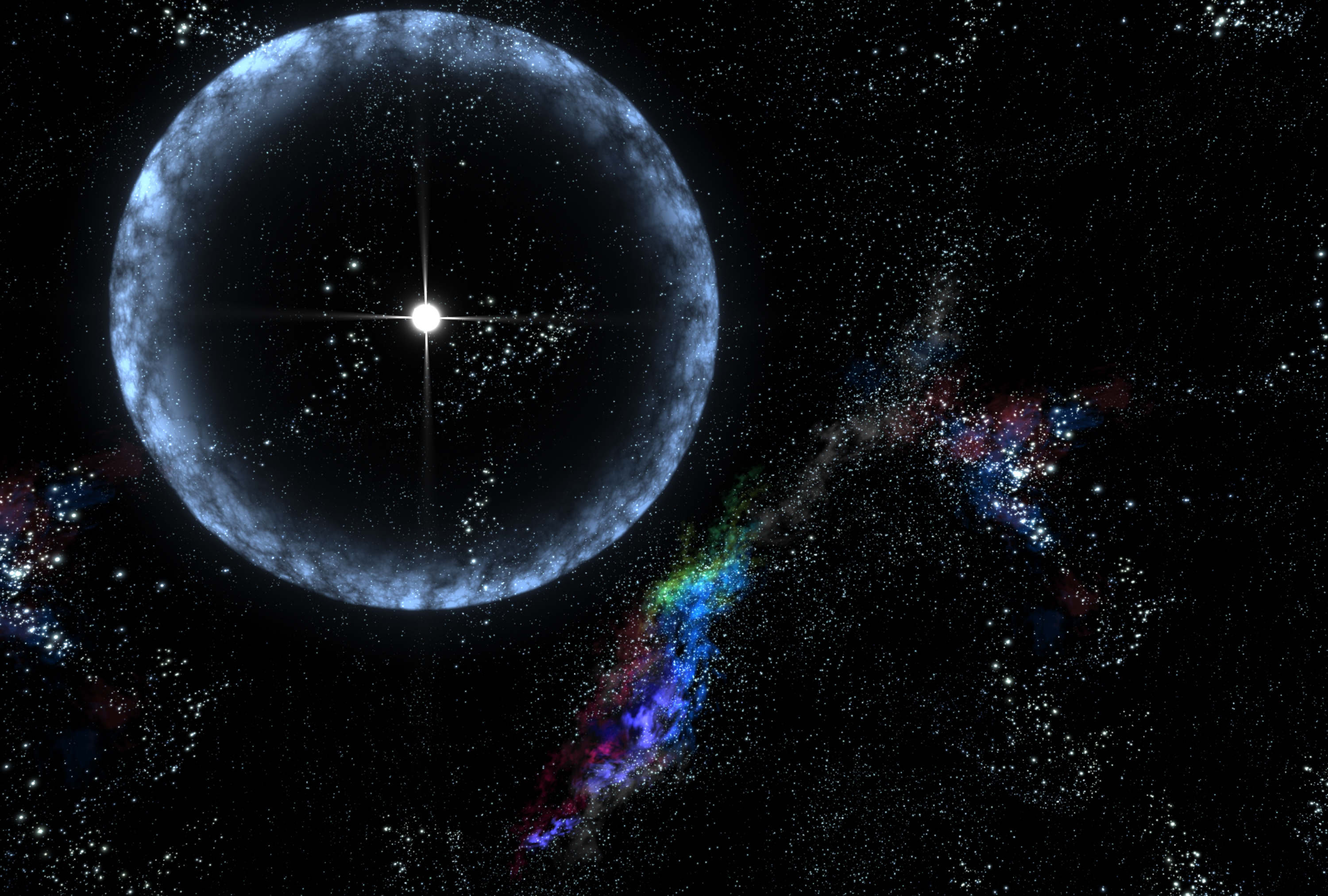
2004년 12월 27일, SGR 1806-20로부터 감마선 폭발이 태양계 내부로 들어왔다 (아티스트의 개념도). 폭발은 너무 강해서 지구의 대기에 영향을 주며, 그 유효거리는 50,000광년 이상이다.

현재(2009년), 마그네타는 13개가 알려져 있고, 5개 이상이 검증 절차를 밟고 있다.
- SGR 1806-20: 지구로부터 50,000광년 떨어져 있고 궁수자리의 은하수 바깥쪽에 위치해 있다.
- SGR 1900+14: 지구로부터 20,000광년 떨어져 있고 독수리자리에 위치해 있다. 2008년 5월 29일, 나사(NASA)의 스피처 우주 망원경이 이 마그네타 주위의 물질 고리를 발견했다. 이것은 1998년의 폭발로 인한 것으로 추정된다.
- SGR 0501+4516
- 1E 1048.1-5937: 지구로부터 9,000광년 떨어져 있고 용골자리에 위치해 있다. 마그네타가 되기 전의 원래의 별은 태양질량의 30 ~ 40배였다.
- 2008년 9월, ESO 보고서에서 한 천체가 초기형 마그네타로 판명났다. SWIFT J195509+ 261406으로 명명된 이 천체는 감마선 방출로 인하여 발견됐다.[16].
- CXO J164710.2-455216: 거대한 은하 성단인 웨스터룬드 1에 위치해 있다.[17]

## 같이 보기
- 중성자별
- 펄사